# Tanque ejetável

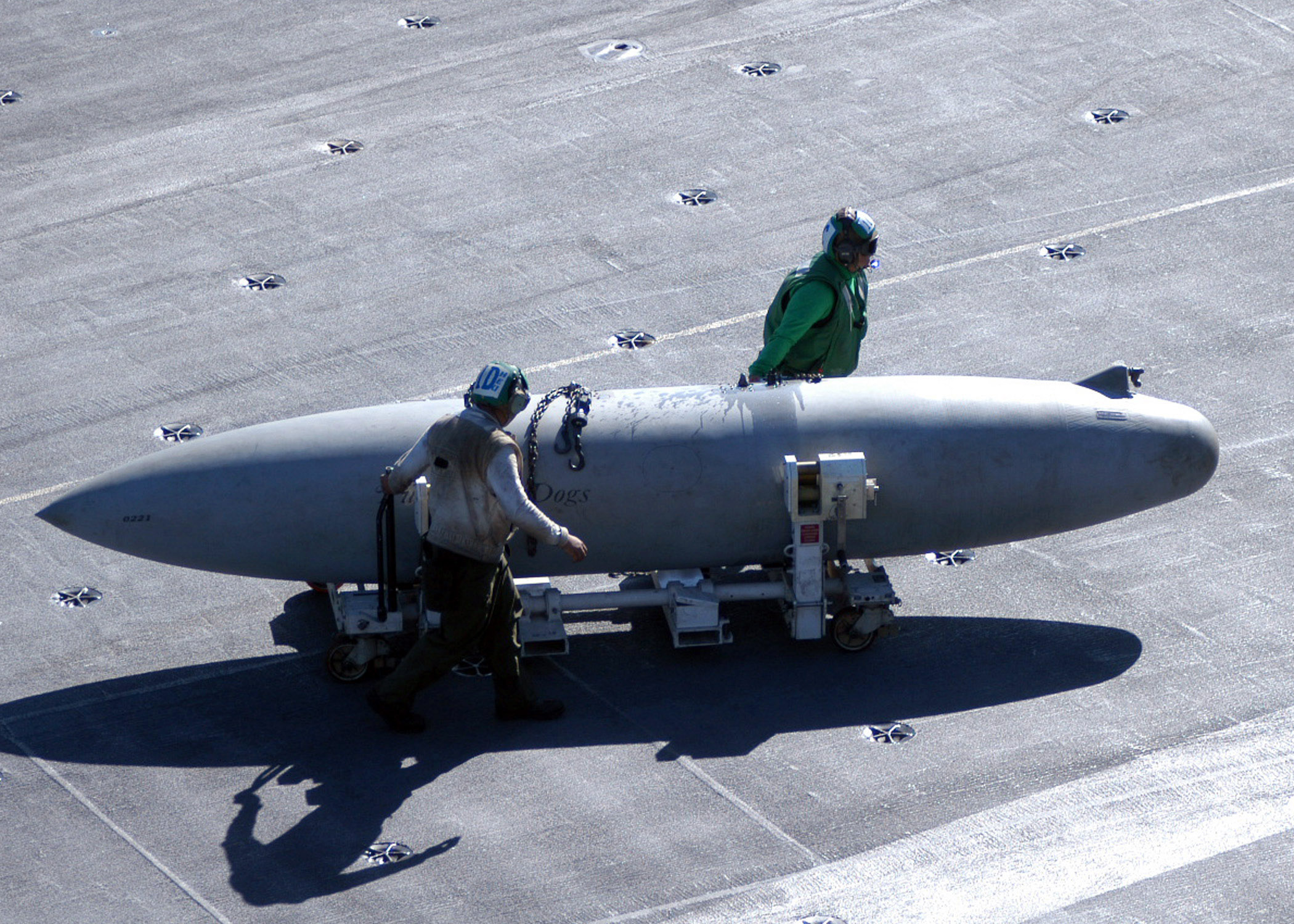
Tanque ejetável no convés de um porta-aviões.

Em aeronáutica, um tanque ejetável (ou tanque externo, tanque de barriga ou tanque alijável) é um tanque auxiliar carregado externamente pela aeronave. Como o nome diz, o tanque pode ser ejetado durante o voo. Os tanques alijáveis são comuns em aviões militares modernos, e de uso ocasional no mundo civil, sendo que em caso de uso civil eles são raramente ejetados, a não ser em caso de emergência.